# John McLeod (cestista)
John Taylor McLeod (Vancouver, 1º maggio 1934) è un ex cestista canadese.

## Carriera
Con il Canada ha disputato le Olimpiadi del 1956 e i Campionati del mondo del 1959.